# 서북의 저승사자
《서북의 저승사자》는 웹툰작가 양세준이 2015년 7월 8일부터 2018년 9월 19일까지 매주 목요일마다 연재됐던 대한민국의 웹툰이다.
일본어판과 중국어판으로 해외에 연재되기도 한 작품이다.

## 개요
17살에 저승차사의 명부에 사망이 예정되어 있던 이유나는 이유나의 할머니가 생전에 쌓은 덕으로 수명이 87세로연장되게 된다. 이유나의 영혼 회수를 위해 이승에 내려온 차사 비영은 수명이 바뀐 이유나에게 잡귀가 쉽게 꼬일 수 있음을 대비해 이유나가 죽을 때까지 이승에서 이유나와 서북고등학교를 다니며 함께 생활하게 된다.

## 등장인물[2]

### 저승차사

#### 비영 일당
비영
이유나를 저승으로 인도하려 이승에 내려온 저승사자이다. 나이는 700살이며, 모든 일을 신속 및 정확하게 처리하는 엘리트 저승사자이다. 그러나 이유나의 할머니의 소원으로 이유나의 수명은 연장되고, 수명이 바뀐 인간은 잡귀가 꼬이기 쉽다는 이유로 이유나가 있는 이승에서 생활하게 된다. 이성적이고 시크한 성격이지만 가끔은 남을 잘 챙겨주는 츤데레적 성격도 보유하고 있다. '넌 내가 데려간다' 같은 오글거리는 멘트로 중2병이라는 별명도 가지고 있다. 과거 인간 시절 때는 고려시대 원 간섭기, 공주를 지키지 못한 죄책감으로 자결한 호위무사였다.
조호
비영을 라이벌로 여기고 있는 저승사자이다. 비영과는 다르게 감정적이고 중후한 상남자 분위기를 가진 저승사자이다. 도망귀 사냥으로 굉장히 악명이 높으며 견습 차사들이나 후배 차사들 또한 그의 과격한 교육을 두려워하며 견습 차사들의 지옥 체험판이라고 불리는 저승사자이다. 하지만 이와 다르게 개그, 쾌남, 상남자 등 여러 매력적인 면모를 가지고 있는 반전 캐릭터이다. 다혈질적 성격으로 비영과는 항상 다투고 유선에게는 꾸지람을 듣지만 정의롭고 개념적인 면모도 보여준다. 서북고등학교에 전학을 오며 윤호범, 고민형, 여우혁과 친해지며 그들과도 함께 다니곤 한다. 과거 인간 시절 때는 고려시대 천민 출신으로 전투에서 공을 인정받아 무장이 되었다가 암살당한 인물이었다.
유선
비영, 조호와 함께 다니는 저승사자이다. 주로 임무에 나간 차사들의 후방 지원을 담당하는 저승사자이다. 누구에게나 존댓말을 쓰는 배려와 존중의 아이콘이며 비영과 조호만큼은 아니지만 정식 차사들과 견줄 만한 상당한 전투력을 가지고 있다. 서북고등학교에 전학을 온 후 쳤던 시험에 전교 2등을 할 정도로 브레인 역할을 맡고 있다. 과거 인간 시절 때는 조선 초 양반 가문에 서자로 태어나 과거 응시를 하지 못하고 아이들만 가르치다 간 선비였다.
란
작품에 한 명밖에 없는 여성 정식 저승사자이다. 견습차사인 해강의 선배 저승사자이며 다른 남자 차사들과 겨뤄도 손색이 없는 전투력을 가지고 있다. 비영, 유선, 조호를 가끔씩 도와 이승에서 일어나는 사건들을 해결하는데 많은 도움을 준다.
제롬
정식차사들과 기수가 같은 저승사자이다. 아름다운 것을 매우 좋아하며 자신도 항상 그렇게 꾸미고 다닌다. 정식차사들과는 같은 기수이지만 비영과 란에게는 자신의 눈에 아름답다는 이유로 존댓말을 사용하고 유선과 조호에게는 반말을 사용한다. 아름답지 않거나 추한 것을 보면 참지 못하는 성격이다.
수찬
작품 초반에는 비영이 교육을 담당한 견습차사였으나 비영이 이승에 임무를 하러 가는 바람에 조호가 교육을 담당하게 되었다. 이유나의 반 담임 선생님의 영혼을 잘못 데려와서 다시 되돌려 놓는 등 실수가 잦지만 돌발상황에 대처하는 능력이 뛰어나 여러 사건들에서 톡톡한 공을 치른다.
해강
란이 교육을 맡은 견습 여성 차사이다. 비영을 짝사랑 하고 있으며 작품 초반에는 비영이 온통 이유나에게 신경을 쓰는 것을 보고 눈이 돌아가 이유나를 죽이려고 했다. 주로 수찬과 함께 선배들이 준 임무를 수행하며 자신의 주 전투무기인 독침을 사용해 선배들에게도 큰 도움을 주는 인물이다.
진교
항상 길상과 함께 다니는 차사이다. 염라대왕의 컴퓨터를 해킹하는 등 죄목이 다양하고 전과기록이 많다. 이승에서도 이유나의 영혼을 소멸시키는 일, 신혜림과 두효준을 납치하는 일 등 악당 역할을 톡톡히 해주고 있다. 후에 신조에게 길상 배신당하고 비영 일당에 합류한다.
길상
진교와 항상 같이 다니는 차사이다. 머리가 그닥 좋지 않다. 항상 선글라스를 끼고 다녀서 온 세상이 어두운 줄 안다. 비영과 조호에게 항상 진교와 덤비지만 항상 패배하여 돌아간다. 후에 신조에게 배신당하여 백경에게 흡수된다.

#### 백경 일당
신조
백경의 왼팔이자 과거 유선의 교육을 맡았던 선배 저승사자이다. 얍삽하고 머리가 잘 돌아가며 현역 때 가장 빠른 차사였다고 한다. 저승사자가 개입하면 안되는 이승의 일에 개입하여 정의로운 세상을 만드려고 백경, 군조와 함께 계획하고 실천한다. 의도는 좋지만 저승사자에게는 이승의 일에 개입을 하는 것이 큰 중죄이기 때문에 악역으로 통한다.
군조
백경의 오른팔이자 과거 조호의 교육을 맡았던 선배 저승사자이다. 은퇴를 한 후에도 현역 저승사자를 압도할만큼 엄청난 괴력의 소유자이다. 우직한 성격이라 머리는 좋지 않아서 항상 신조의 명령에만 행동한다. 군조 역시 백경을 앞세워 정의로운 세상을 만드는 계획에 찬성하고 신조에게 힘을 합친다.
도명
지옥의 간수장이다. 과거의 죄로 묶여있는 백경을 이승이 난장판이 되는 모습을 보고 싶다고 말하며 지옥에서 풀어주게 된다. 과거 간수장이 되기 전 란의 교육을 맡은 차사였다. 후에 백경을 풀어준 죄를 물어 간수장의 지위를 잃고 지옥에 갇힌다.
규달
전투능력은 뛰어나지만 이승과 저승에서 많은 문제를 일으킨 통제불가의 저승사자이다. 신조와 군조가 이승에 있다는 제보를 받고 염라대왕이 꾸린 토벌대에 자신이 끼지 않았다는 이유로 토벌대 중 차사 2명을 박살내고 백경의 사상에 따르게 된다. 후에 임무 수행을 제대로 하지 않아 군조에게 많이 맞고 그 후 행적은 불명이다.
백경
과거 비영의 교육을 담당한 차사이자 저승사자들의 대장인 차사대장 이었다. 과거 연화를 저승으로 인도하기 위해 갔다가 사랑에 빠지게 되고 연화가 이승에서 당한 모진 수모를 알고 정의로운 이승을 만들기 위해 신조, 군조와 함께 악인 사냥을 하게 된다. 이때 악인 사냥은 신조의 계획이고, 신조에 의해 조종되었다고 볼 수 있다. 하지만 이는 저승법을 어긴 행동으로 이를 감지한 비영이 백경의 뒤를 치게 되어 백경, 신조, 군조는 지옥에 같히게 된다. 현재에 다시 신조, 군조의 도움으로 지옥에서 풀려나고 연화의 환생인 이유나를 보고싶어 하지만 이유나를 지키고 있는 비영을 발견하게 되고 이성을 잃어 비영에게 저승으로 강제 전송된다.

#### 기타 등장인물
염라대왕
저승사자들의 대왕이다. 이승에서 올라온 사람들을 심판한다. 때로는 문제를 저지른 차사들을 심판하기도 한다.
권표
모든 것에 귀찮음을 느끼는 저승사자이다. 원래 백경의 계획과 기존 저승법, 두 갈래에서 입장을 정하지 않았지만 후에 백경에 뜻에 따르게 된다. 하지만 아끼는 후배 건영이 백경에게 흡수 되었다는 소식을 듣고 백경의 뒤를 치지만 오히려 자신의 크게 당한다. 다행히 비영 일당에게는 도움이 되었다.
만홍
조호가 수찬 이전에 맡았던 전 견습차사이다. 현재는 부상으로 쉬고있다. 조호의 이름만 들어도 벌벌 떨 정도로 조호에 대한 안좋은 기억이 많다. 진교의 명령으로 이유나의 영혼을 소멸시키려고 하고 후에 조호에게 걸려 자신의 용서를 빈다. 조호는 만홍을 본성이 나쁜놈은 아니라고 감싸기도 한다.
건영
만홍의 동기인 저승사자이다. 조호, 수찬과 함께 도망귀 사냥을 하는 차사이다. 강도에 위협당하는 노인을 보며 인간의 수명에 관여하면 안된다는 저승사자의 룰 때문에 분노하지만 아무것도 못하는 현실 속에서 진교와 길상에게 백경을 돕는 신조에게 가자고 설득당한다. 후에 신조에게 배신당하며 백경에게 흡수된다.

### 인간

#### 서북고 소속 인물
이유나
평범한 고등학교 1학년 여학생. 할머니의 공덕으로 인해 수명이 17세에서 87세로 변경되었다. 수명이 변경된 인간은 잡귀가 꼬이기 쉬운데, 그 때문에 저승사자인 비영과 유선, 조호와 항상 같이 다니게 된다. 먹을 것을 굉장히 좋아한다. 비영의 '넌 내가 데려간다'같은 단도직입적인 말들을 항상 곁에서 듣고 다니며 그것에 대해 부끄럼을 많이 타는 스타일이다. 돌아가신 할머니를 많이 따랐으며, 할아버지 역시도 잘 따르는 편이다. 착하고 정의로운 성격을 가지고 있다.
신혜림
이유나의 절친이다. 신혜림의 어머니는 무속인이며 어머니의 영향으로 자신도 약간의 신기를 느낀다. 전개 초반에 갑자기 이유나 옆에 나타난 비영을 수상하게 생각하여 며칠간 그들을 미행하고, 인간이 아님을 느끼지만 어설픈 감으로 인해 비영이 이유나의 수호천사라는 어설픈 결론을 내린다.
두효준
이유나와 같은 반 친구이자 1학년 3반의 반장이다. 반장에 모범생이지만 괴롭힘을 당하는 학생이다. 이유나와 함께 다니는 비영이 자신을 구해줌으로써 일진에서 벗어난다. 작 중 악당들에게 많은 납치와 괴롭힘을 당하지만 그 때마다 여러 저승사자들이 나타나 구해준다. 장래희망이 소설가이며, 이유나의 할아버지인 이춘성이 롤모델이다.
은소희
이유나와 같은 반인 1학년 3반 학생이다. 연예인 지망생으로, 전교 남학생들이 그녀를 보기 위하여 교실 앞에 진을 칠 정도의 인기를 학교에서 누리고 있다. 평소에는 쿨하고 시크한 성격이지만 그녀의 주변사람들에게는 따뜻한 내면을 가진 약간의 츤데레이다.
은하진
서북고등학교 2학년 학생이자 은소희의 오빠이다. 착하고 친절한 성격이며, 잘생긴 외모와 착한 성격으로 여학생들에게 인기가 많다. 이유나를 짝사랑하다가 차이게 된다.
윤호범
서북고등학교 3학년 학생이자 자칭 '서북의 호랑이'라고 부르는 서북고의 싸움 일인자이다. 서북고등학교 학생들은 자신을 믿고 편히 다닐 수 있게 해주겠다는 다짐을 한다. 그 이후로 서북고등학교 학생들이 괴롭힘 당한 것을 보면 참지 못하고 무조건 상대에게 참교육을 해주는 정의감이 불타오르는 학생이다. 항상 2학년 후배인 고민형, 여우혁과 함께 다니며 나중에는 서북고로 전학오는 조호와도 친해지며 항상 넷이 학교 옥상에서 땡땡이를 치곤 한다.
고민형
'서북의 곰'이라고 불리는 윤호범의 부하이다. 송수현, 여우혁, 은하진과 같은 2학년 1반이다. 어설픈 매력의 소유자인 동시에 눈치가 없는 편이다.
여우혁
'서북의 여우'라고 불리는 윤호범의 부하이다. 송수현, 여우혁, 은하진과 같은 2학년 1반이다. 날카롭고 의리있는 성격의 소유자이다.
송수현
서북고 2학년 학생이다. 은소희가 전학 오기 전까지는 서북고의 퀸카였으나 그 자리를 뺏기면서 은소희를 괴롭히려고 하나 은소희가 은하진의 동생이라는 것을 알게 된 후 은소희와 친해지려고 한다. 남자들에게 인기가 많으나 송수현은 은하진을 좋아하게 되고 고백했다가 차이게 된다.
이초영
서북고등학교 학생이다. 잘생긴 중2병인 비영을 보고 첫눈에 반했으나 넘어질 뻔한 자신을 구해준 유선에게 다시 반하게 된다. 하지만 유선과 조호가 항상 붙어 다니는 것을 보고 둘을 연인으로 착각하게 된다.
김대춘
1학년 3반의 담임 선생님이다. 견습 차사 수찬의 실수로 죽었다 깨어났으며 수찬에게부터 전학온 비영, 조호, 유선이 저승사자라는 사실을 알게된다. 관대하고 인자한 성격을 가지고 있다.
교장선생님
서북고등학교의 교장선생님이다. 작품 초 부분에 김대춘이 죽었다고 1학년 3반에 알렸으나, 불과 하루도 안되어 다시 살아났다는 말을 다시 전하게 된다.
체육선생님
서북고 진로 부장 선생님으로 주로 야단을 치거나 징계를 내리는 모습으로 표현되는 인물이다.

#### 과거 등장 인물
연화
과거 수명이 다 되어 저승으로 가야 했던 소녀지만 차사들의 착오로 이승에 더 머물게 된 소녀이다. 그녀가 모시던 어머니가 강도들에게 죽자 백경은 그 때부터 악인 사냥을 나서고 연화는 그 사실을 알아챈다. 그리고 비영에게 백경을 배신해 달라고 부탁하고 저승으로 떠난다. 백경과 서로 좋아하는 마음이 있는 소녀였다. 후에 이유나로 환생하게 된다.
연화의 어머니
연화가 극진히 모시던 어머니이다. 강도에게 죽임을 당하게 된다.
사또
처음에는 연화의 사연을 듣고 충분히 이해하지만, 이미 잡귀가 쓰여진 상태에서 연화를 겁탈하려고 한다. 후에 악인 사냥을 하는 신조에게 살해당한다.
도적
연화의 집을 습격하고 연화를 겁탈하려 한다. 뜻대로 안되자 연화의 어머니를 죽여버린다. 그를 본 비영이 강도를 제지하고 연화의 칼에 의해 죽게된다.

#### 기타 등장인물
이춘성
이유나의 할아버지이다. 유명 소설가이며 별칭 '춘스타'로 활동하고 있다. 이유나와 단 둘이 살고 있으며 이유나에게 강압적이지 않고 유연한 성격으로 친밀하게 대한다. 어릴 적 엄마와 아빠를 잃고 이모 집에서 구박을 받으며 살았던 이유나를 자신의 집으로 데려와 이유나의 할머니와 같이 애지중지 키우게 된다.
신혜림의 어머니
무당으로, 비영을 보자마자 단번에 정체를 알아차린다. 자주 신병에 걸리는 혜림이 맘에 쓰였지만, 비영이 신혜림을 구해주자 매우 고마워한다. 그 밖에도 귀신이 쓰인 고민형을 구해주는 등 신혜림과 이유나의 지인들에게 많은 도움을 준다.
황재문
서북고등학교 옆 학교 일찐이다. 윤호범 보다는 약하지만 나중에 잡귀가 들려 윤호범이 지게 된다. 은소희의 몰카를 찍어오라고 한 주동범이다. 이유나와 은소희를 골목에서 발견하고 은소희에게 고백하다가 까인다. 그 때 비영이 나타나 황재문 일당들을 모두 박살내버린다.
이호영
은소희에게는 차인 적이 있고 은하진에게 원한이 있는 인물이다. 그래서 은하진을 납치하여 가둬놓고 은소희를 불러들인다. 은소희 몰카사진으로 은소희를 협박하지만 유나와 비영이 때마침 그들을 구하러 온다. 은소희에게 무릎을 꿇고 싹싹 비는 최후를 맞는다.
조호의 과거회상 아이
조호가 잡으려던 도망귀가 협박을 하다가 일부러 죽인 아이이다. 하지만 아무 미련 없이 원귀가 되지 않고 조호에게 엄마에게 데려다 달라고 한다. 이 일로 조호가 큰 죄책감을 가지고 도망귀 사냥을 시작했다고 한다.

### 귀신들
조호의 원수인 도망귀
과거 조호에게 쫓기던 도망귀이다. 조호에게 쫓기며 불리한 상황에 처하자 조호가 극도록 싫어하는 인명피해를 내게되는데, 하필 조호와 친한 어린아이를 죽이게 된다. 그 이후 조호에게 쫓기다가 결국 잡혀 엄청나게 맞고 저승으로 강제전송 된다.
도서관 귀신
과거 전교 1등 친구를 죽였다는 전교 2등이라는 누명을 쓴 귀신이다. 그 부분에 대해 오해를 하고 있는 신혜림의 몸에 빙의해 신혜림을 죽이려고 하자 전교 1등 귀신과 신혜림의 어머니의 등장으로 빙의를 풀고 전교 1등 귀신과 함께 저승으로 간다.
전교 1등 귀신
도서관 귀신이 죽였다는 누명의 주인공. 사실 혼자 창문을 닦다가 떨어져 낙사한 귀신이다. 도서관 귀신이 신혜림의 몸에 빙의해 죽이려고 할 때 나타나 도서관 귀신을 말린다. 후에 도서관 귀신과 함께 저승으로 간다.
거대 도망귀들
군조의 훈련을 위해 산 속 깊은 곳에서 만들어진 귀신들이다. 도망귀들이 상대를 잡아먹으면 커지며, 그 후에는 군조의 수련상대가 된다.
몽마
고민형의 꿈에 나타나 그의 정기를 빼먹으려 한 귀신이다. 꿈에는 섹시한 여자로 나오지만 사실 남자 귀신이다. 조호의 도움으로 고민형은 몽마의 저주에서 풀려나고 몽마는 저승으로 강제이송된다.
수귀
수련회 때 강에서 래프팅 체험을 하고 있는 이유나를 물 속으로 낚아채 죽이려고 한다. 술을 마시고 밤에 물놀이를 하다가 죽은 것이 사인이며 이유나에게 끌려서 이유나를 낚아챘다고 한다. 후에 조호에게 엄청나게 맞고 저승으로 강제전송된다.

## 대표 에피소드[3]

#### 1화~7화
비영의 첫 등장. 비영이 서북고에 입학하고, 적응하는 모습을 보여줌. 이유나, 윤호범, 신혜림, 수찬, 은소희, 두효준이 처음 등장함.

#### 8화~10화 도망귀 사냥 편
조호와 유선의 첫 등장.

#### 11화~12화 무당의 딸 편
신혜림 관련 스토리. 신혜림의 어머니가 비영을 알아봄.

#### 13화~20화 오래된 원한 편
조호가 그의 원수인 도망귀를 길고 긴 시간 후에 잡게 됨.

#### 21화~27화 숨겨진 시선 편
황재문 등장. 은소희 몰카 사건이 일어남.

#### 28화~34화 자리비움 편
비영이 잠시 저승으로 간 사이 이유나가 납치되는 사건. 진교, 길상의 첫 등장

#### 35~36화 데이트 코치 편
은하진이 이유나를 좋아한 것이 밝혀지고 고백하지만 차임.

#### 37화~41화
조호와 유선이 서북고에 전학을 오게 됨.

#### 42화~49화
진교, 길상의 이유나 2차 납치. 신조와의 첫 만남이 성사됨.

#### 50화~53화 도서관의 유령 편
이유나와 친구들이 도서관의 귀신들과 마주하게 됨. 도서관 괴담의 오해가 풀리고 귀신들은 저승으로 이송됨.

#### 54화~58화 반갑지 않은 손님 편
란과 군조의 등장.

#### 59화~61화
이유나의 할머니가 살아계셨을 때 이유나의 과거이야기.

#### 62화~68화
비영, 조호와 군조의 이승에서의 첫 만남이자 첫 대결. 군조 VS 조호, 비영

#### 69화~71화 유나의 매력 편
송수현의 등장. 이유나를 따라다니는 저승사자들을 의심하고 이유나를 질투함.

#### 72화~76화 큰 건수 편
거대 도망귀를 발견함. 비영일당에 제롬 합류

#### 77화~85화
진교, 길상의 이유나 3차 납치. 비영, 란, 수찬, 제롬 VS 군조의 결투가 펼쳐짐

#### 86화~92화 유나의 생일 편
이유나의 생일파티를 함. 이호영이 은하진을 납치하지만 비영과 이유나의 도움으로 은하진을 구출함. 이야기 마지막에는 백경이 처음 등장함.

#### 93화~97화 꿈 속의 그대 편
고민형이 꿈에서 몽마를 만남. 조호가 낌새를 알아채고 고민형을 구출해줌

#### 98화~99화 금방 사랑에 빠지는 편
비영과 유선에게 금방 사랑에 빠지는 일명 '금사빠'인 이초영의 스토리.

#### 100화 백경 편
백경의 이승 정식 등장.

#### 101화~108화 수련회 편
서북고의 수련회 편. 이유나가 수귀에게 붙잡히는 위기에 처하지만 비영이 구한다.

#### 109화~118화
백경 일당의 계획을 알아챈 저승에서 토벌대를 구성. 규달의 백경 일당 합류.

#### 119화~120화 서북의 체육대회 편
서북고등학교의 체육대회

#### 121화~129화 대장이라 불린 저승차사 편
대장이라 불린 백경의 과거

#### 130화~144화
권표의 백경 일당 합류. 백경의 제대로된 계획 시작-이유나 친구들을 납치함

#### 145화~163화
이유나와 백경의 만남. 백경 일당과 비영 일당의 마지막 전투

#### 164화
마지막 이야기. 20년후의 이야기를 그려냄

#### 165화
작가후기

## 인기투표

### 제 1회 인기투표
연재 1주년 기념, 작가의 블로그에서 서북의 저승사자 캐릭터 인기투표를 2주간 실행. 결과는 아래와 같다.
| 1위  | 2위  | 3위    | 4위  | 5위  | 6위    | 7위 | 8위    | 9위    | 10위     | 11위   | 12위   | 13위 | 14위 | 15위 | 16위   | 17위 | 18위   | 19위   | 20위 |
| ---- | ---- | ------ | ---- | ---- | ------ | --- | ------ | ------ | -------- | ------ | ------ | ---- | ---- | ---- | ------ | ---- | ------ | ------ | ---- |
| 비영 | 조호 | 이유나 | 유선 | 수찬 | 윤호범 | 란  | 은하진 | 은소희 | 염라대왕 | 신혜림 | 두효준 | 해강 | 신조 | 진교 | 황재문 | 길상 | 여우혁 | 고민형 | 건영 |

### 제 2회 인기투표
연재 3주년 기념, 제 2회 인기투표를 실행. 결과는 아래와 같다.
| 1위  | 2위 | 3위  | 4위    | 5위  | 6위  | 7위  | 8위    | 9위  | 10위   | 11위 | 12위   | 13위     | 14위 | 15위   | 16위 | 17위   | 18위 | 19위 | 20위   |
| ---- | --- | ---- | ------ | ---- | ---- | ---- | ------ | ---- | ------ | ---- | ------ | -------- | ---- | ------ | ---- | ------ | ---- | ---- | ------ |
| 비영 | 란  | 유선 | 이유나 | 조호 | 백경 | 제롬 | 윤호범 | 권표 | 이춘성 | 수찬 | 은소희 | 염라대왕 | 진교 | 은하진 | 해강 | 신혜림 | 신조 | 군조 | 두효준 |